# Renault Type D

Renault Type D Phaeton (1901)

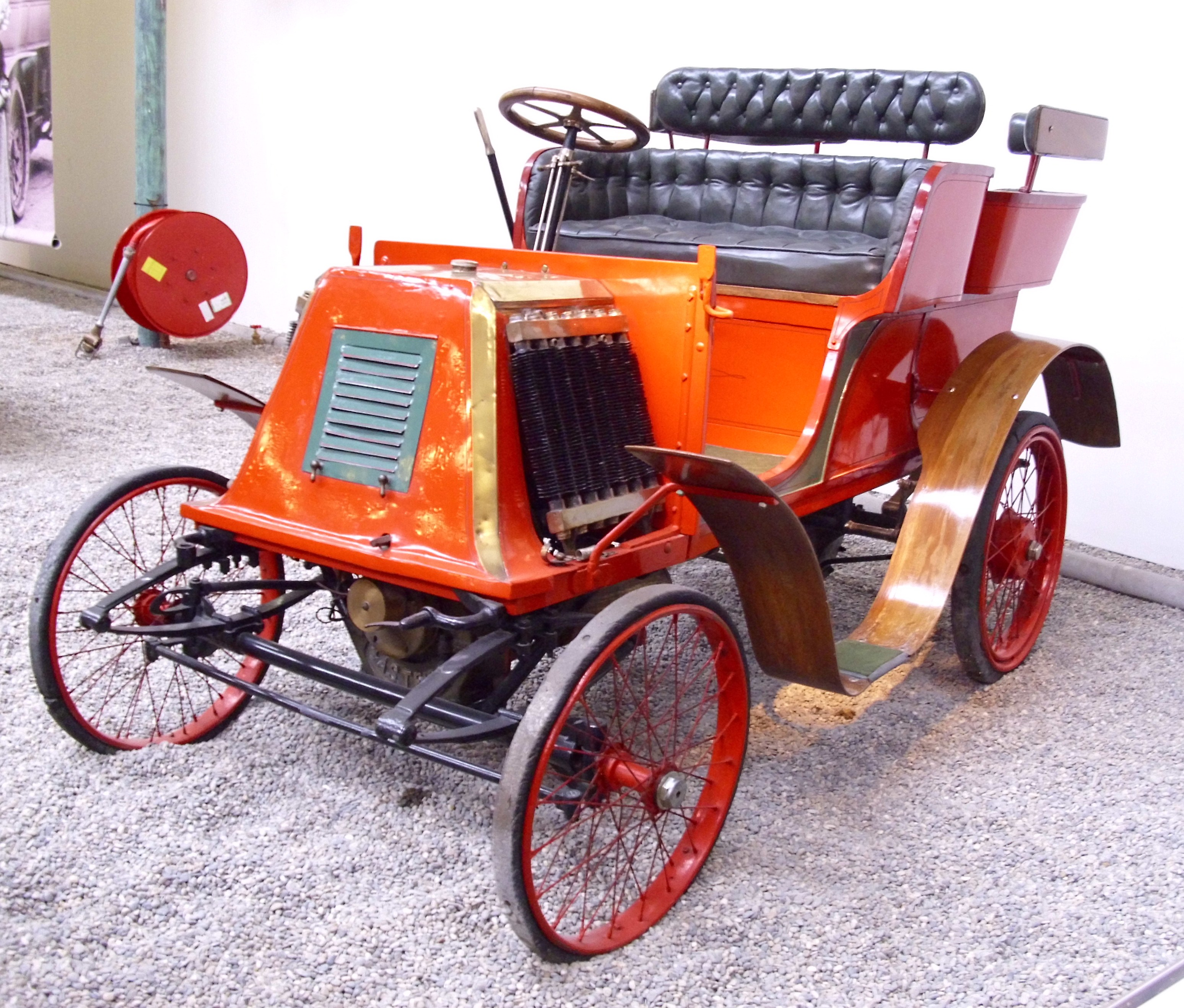
Renault Type D Tonneau (1901)

Der Renault Type D war das vierte Personenkraftwagen-Modell von Renault. Konstrukteur war Louis Renault.

## Beschreibung
Das Modell erschien als Nachfolger des Renault Type C. Die nationale Zulassungsbehörde erteilte am 2. Februar 1901 die Zulassung. Im gleichen Jahr endete die Produktion. Nachfolger wurde der Renault Type G, der Ende 1901 erschien.
Ein Einzylindermotor von De Dion-Bouton mit 80 mm Bohrung und 90 mm Hub leistete aus 452 cm³ Hubraum 4,5 PS. Eine Quelle gibt davon abweichend 80 bis 90 mm Bohrung, 80 bis 110 mm Hub, aber einheitlich 450 cm³ Hubraum sowie Motorleistungen von 4,5 PS und 6,25 PS an. Der seitlich montierte Wasserkühler hatte sieben bis acht Kühlelemente. Die Motorleistung wurde über eine Kardanwelle an die Hinterachse geleitet. Die Höchstgeschwindigkeit war mit 25 km/h bis 40 km/h angegeben.
Alternativ stand auch ein Einbaumotor von Aster zur Verfügung.
Bei einem Radstand von 165 cm war das Fahrzeug 260 cm lang, 125 cm breit und 135 cm hoch. Das Leergewicht betrug 500 kg. Zur Wahl standen zweisitziger Phaeton mit und ohne hinterem Notsitz und Tonneau.
Der Neupreis betrug 4500 Franc.
Vom Vorgänger unterschied sich dieses Modell durch eine leicht schräg stehende Lenksäule mit Lenkrad anstelle eines senkrecht stehenden Lenkhebels.
Der sportlichere Renault Type E basierte auf diesem Modell.